# Roland Günther
Roland Günther (Zwingenberg, 11 dicembre 1962) è un ex pistard tedesco.

## Palmarès

### Olimpiadi
- 1 medaglia:
  - 1 bronzo (Los Angeles 1984 nell'inseguimento a squadre[1])